# Hamdi Bakalli
Hamdi Bakalli (né en 1923 à Shkodër en Albanie et mort en 1991 dans la même ville) est un joueur de football international albanais, qui évoluait au poste d'attaquant.

## Biographie

### Carrière en sélection
Hamdi Bakalli reçoit quatre sélections en équipe d'Albanie entre 1950 et 1953.
Il joue son premier match le 17 septembre 1950, en amical contre la Tchécoslovaquie (défaite 3-0 à  Prague). Il dispute sa dernière rencontre le 29 novembre 1953, en amical contre la Pologne (victoire 2-0 à Tirana).

## Palmarès
| Vllaznia Shkodër - Championnat d'Albanie (1) : - Champion : 1946. - Vice-champion : 1947. - Meilleur buteur : 1947 (7 buts). |  | Partizan Tirana - Championnat d'Albanie (2) - Champion : 1948 et 1949. - Vice-champion : 1950. - Coupe d'Albanie (2) : - Vainqueur : 1948 et 1949. - Finaliste : 1950. |  | Dinamo Tirana - Championnat d'Albanie (5) - Champion : 1951, 1952, 1953, 1955 et 1956. - Vice-champion : 1954. - Coupe d'Albanie (4) - Vainqueur : 1951, 1952, 1953 et 1954. |